# مداره العليا (جبلة)

تعديل مصدري - تعديل

مداره العليا محلة تابعة لقرية مدارة، التابعة لعزلة بمديرية جبلة إحدى مديريات محافظة إب في الجمهورية اليمنية، بلغ تعداد سكانها 24 حسب تعداد اليمن لعام 2004.